# Wado
Wado, nome artístico de Oswaldo Schlikmann Filho (Florianópolis, 5 de julho de 1977) é um cantor e compositor brasileiro, radicado em Maceió desde os oito anos de idade. Seu estilo musical possui influências do samba, do rock e inúmeros representantes da MPB. É formado em Jornalismo pela Universidade Federal de Alagoas.

## Carreira
Seu álbum de estreia, Manifesto da Arte Periférica em 2001, recebeu críticas positivas. A partir de então, passou a se apresentar em inúmeros festivais e eventos regionais, nacionais e internacionais.
No ano seguinte, lançou o álbum Cinema Auditivo e em 2004 lançou A Farsa do Samba Nublado.
Em meados de 2005, junto com os Alvinho Cabral e Marcelo Frota, deu início ao projeto que criaria o grupo Fino Coletivo. O músico se desligaria da premiada banda mais tarde, para dar continuidade aos seus projetos solo.
Em 2008 lançou seu quarto álbum solo, Terceiro Mundo Festivo. Ainda em 2008 foi premiado pelo Projeto Pixinguinha, que o permitiu se apresentar em diversas cidades de Alagoas, bem como produzir de forma independente seu quinto álbum, Atlântico Negro. Este álbum possui duas faixas com trechos do escritor Mia Couto, com quem assinou parceria para este trabalho.
No ano de 2011, Wado lançou seu álbum intitulado Samba 808 com participações de nomes notórios da musica nacional como: Zeca Baleiro, Marcelo Camelo, Mallu Magalhães e outros. Em 2013 lançou Vazio Tropical (com produção de Marcelo Camelo), com participações de Cícero e Momo.
Seu álbum Precariado foi eleito o 28º melhor disco brasileiro de 2018 pela revista Rolling Stone Brasil e um dos 25 melhores álbuns brasileiros do primeiro semestre de 2018 pela Associação Paulista de Críticos de Arte (APCA). A APCA também escolheu seu disco O Clube dos Jovens de Ontem como um dos 50 melhores álbuns nacionais de 2023.

## Discografia

### Solo
- 2001 - Manifesto da Arte Periférica
- 2002 - Cinema Auditivo
- 2004 - A Farsa do Samba Nublado
- 2008 - Terceiro Mundo Festivo
- 2009 - Atlântico Negro
- 2011 - Samba 808
- 2013 - Vazio Tropical
- 2015 - 1977
- 2016 - Ivete
- 2018 - Wado Ao Vivo no Rex
- 2018 - Precariado
- 2020 - A Beleza que Deriva do Mundo, mas a ele Escapa
- 2021 - Wado Acústico
- 2022 - Wado e o Bloco dos Bairros Distantes em: o Disco mais Feliz do Mundo, Vol 1
- 2023 - MARXWADO
- 2023 - O Clube dos Jovens de Ontem
- 2024 - Coração Sangrento

### Fino Coletivo
- 2007 - Fino Coletivo
- 2010 - Copacabana